# Кфар-Хитим
Кфар-Хитим (Кфар-Хиттим, ивр. כְּפַר חִטִּים‎) — мошав шитуфи на севере Израиля. Расположен на холме в трех км к западу от Тверии. Находится под административной ответственностью регионального совета Нижней Галилеи. Это первый «мошав шитуфи» (кооперативных мошав) в Израиле; его также можно считать первым поселением типа «забор и башня».

## История

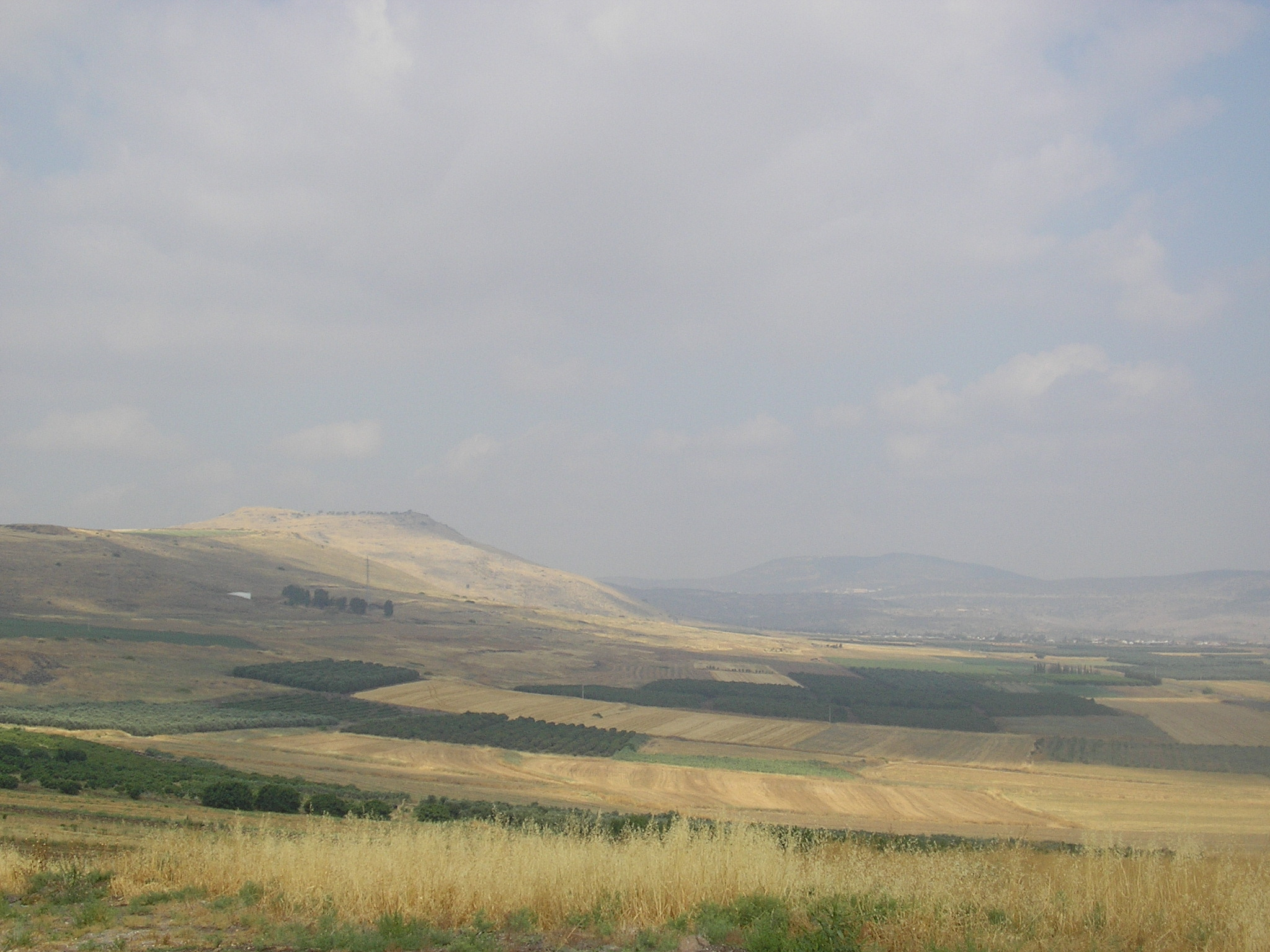
Рога Хаттина (слева)

Хитин располагался на северных склонах двойного холма, известного как «Рога Хаттина». Он имел стратегическое и коммерческое значение благодаря своему расположению с видом на равнину Хиттин, которая на востоке выходит на прибрежные низменности Тивериадского озера, а на западе связана горными перевалами, ведущими к равнинам Нижней Галилеи. Эти равнины с их проходами с востока на запад служили путями для торговых караванов и военных вторжений.

### Доисторические находки
Археологические раскопки выявили фрагменты керамики, относящиеся к периоду неолита и халколита.

### Античность
Предполагается, что арабская деревня Хиттин была построена на месте ханаанского города Циддим или Зиддим (Нав. 19:35), который в третьем веке до н. э. получил древнееврейское название Кфар-Хиттин («деревня зерна»). В римский период он был известен как Кфар-Хиттайя. В IV веке н. э. это был еврейский раввинский город.

### Османский период

#### Арабская деревня
В 1596 году Хеттин был частью Османской нахии («подрайон») Тверии под ливой («округом») Цфата. Жители деревни платили налоги за пшеницу, ячмень, оливки, коз и пчелиные ульи. Ричард Покок, посетивший деревню в 1727 году, писал, что деревня «славилась прекрасными садами с лимонными и апельсиновыми деревьями; и здесь у турок есть мечеть, которой они оказывают большое почтение, поскольку, как они говорят, там похоронен великий шейх, которого они называют Седе Ишаб, который, согласно традиции (как заверил меня один очень ученый еврей), является Иофором, тестем Моисея». Уильям МакКлур Томсон, посетивший деревню в 1850-х годах, сообщал, что посещение святыни считалось лекарством от безумия. В 1875 году Виктор Герен писал о местном предании, что могила Иофора (Неби Хаиба), тестя Моисея, находилась в Хеттине.
Список населения, датированный примерно 1887 годом, показывает 1350 жителей, из них 100 евреев и 1250 мусульман . Начальная школа была основана в деревне около 1897 года.
В начале XX века деревенские земли в восточной части долины Арбель были проданы еврейским земельным обществам. В 1910 году там была основана Мицпа.

#### Еврейская деревня
Земля, на которой расположен Кфар-Хитин, была куплена Еврейским национальным фондом в 1904 году с помощью Давида Хаима, гражданина Османской империи, ранее работавшего на Эдмонда Джеймса де Ротшильда. У арабской деревни Хитин было куплено две тысячи дунамов земли, состоящих из 400 небольших участков. Первая попытка обосноваться там в 1913 году не увенчалась успехом из-за трений с местными арабами, нехватки воды и разобщенности земель.

### Британский мандат
В 1924 году была предпринята ещё одна попытка обосноваться в Кфар-Хитине. Сорок семей переехали на это место, где жили в деревянных домиках и построили амбар, общественный курятник, синагогу и водонапорную башню. Во время палестинских беспорядков 1929 года мошав подвергся нападению арабов. По мере обострения экономических проблем и проблем с безопасностью семьи покидали это место, пока в 1933 году оно не было полностью заброшено. Ещё одна кратковременная попытка заселить эти земли была предпринята в 1934 году, но поселенцы вскоре покинули их.
7 декабря 1936 года 11 пионеров из группы «Ха-Коцер» восстановили мошав как поселение «Стена и башня», используя заброшенную синагогу в качестве форта, а старые молочные сараи — в качестве жилья. Новое поселение было основано как мошав шитуфи. 19 декабря 1937 года охранник мошава Шломо Бин-Нун попал в засаду и был убит арабской бандой.
В 1940-х годах к мошаву присоединились новые семьи. Проблемы с ирригацией были решены в 1942 году, когда был проложен трубопровод, доставляющий воду из Кинерета в мошав. В 1944 году была проложена дорога, соединяющая мошав с Тверией. В этот период поселенцы начали строить постоянное жилье с использованием базальтовых кирпичей и развивать экономику мошава, построив текстильную фабрику, молочную ферму, гараж, столярную мастерскую и пекарню.

### Государство Израиль
После провозглашения независимости Израиля мошав продолжал экономически развиваться, расширив текстильную фабрику, построив пасеку и ювелирную фабрику. Однако к 1990-м годам мошав оказался в больших долгах и был вынужден перейти под контроль конкурсного управляющего, а большая часть активов мошава была либо закрыта, либо сдана в аренду, а сам мошав стал общинным поселением, и к северу от старого мошава был построен новый район. Были разработаны планы построить поле для гольфа и роскошный отель в мошаве, однако они так и не были реализованы.

## Население
По данным Центрального статистического бюро Израиля, население на начало 2020 года составляло 619 человек.

## Достопримечательности
- Рога Хаттина — потухший вулкан и место битвы при Хаттине, в которой мусульманская армия под предводительством Саладина разгромила армию крестоносцев в 1187 году, что привело к осаде и поражению крестоносцев, контролировавших Иерусалим.
- Гора Арбель — национальный парк в близлежащем мошаве Арбель, где находятся руины древнего еврейского поселения, а также синагога и скальные жилища на северной стороне горы.
- Наби Шуайб — предполагаемое место захоронения Иофора (Йитро) — место, почитаемое друзами[12].

## Галерея

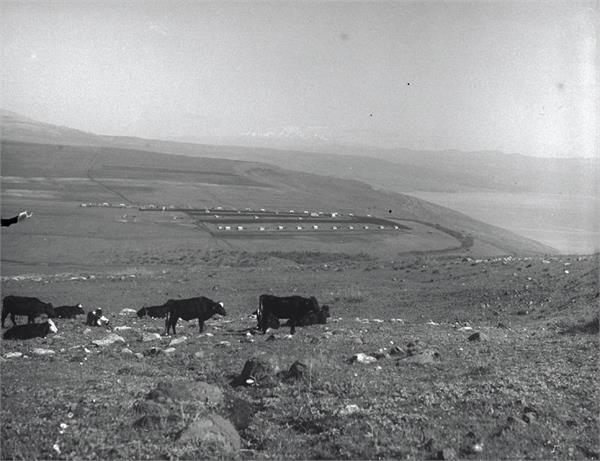
Кфар-Хитим, 1937 г.
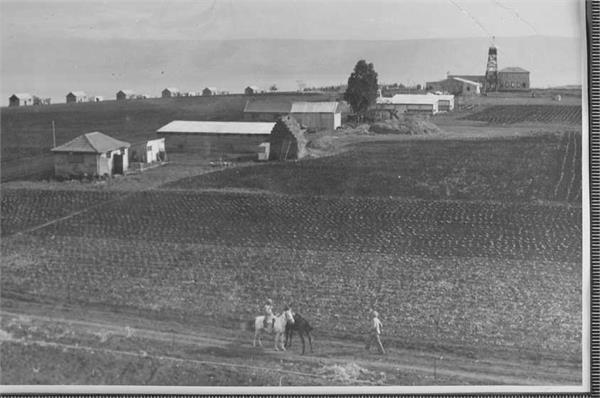
Кфар-Хитим, 1940 г.
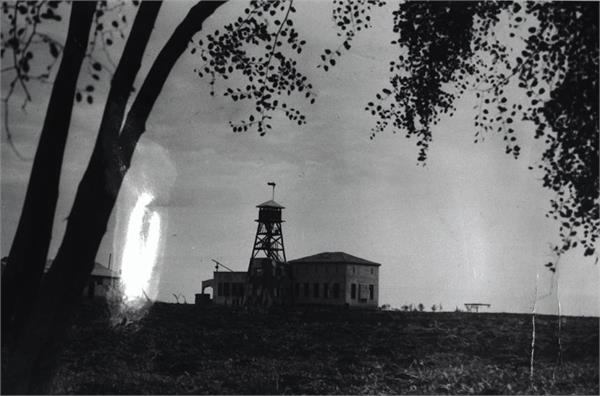
Кфар-Хитим, 1940 г.
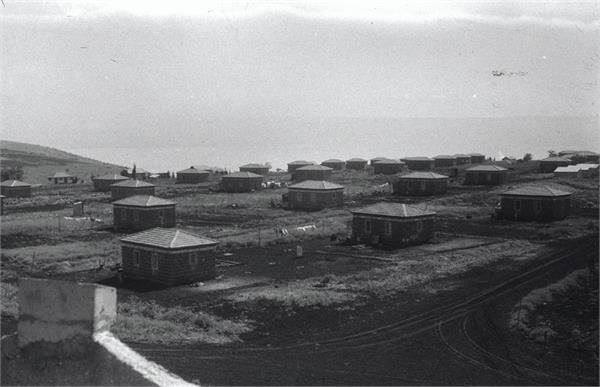
Кфар-Хитим, 1944 г.
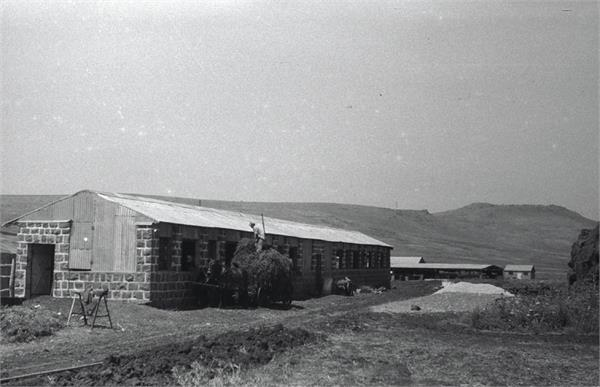
Кфар-Хитим, 1944 г. (Вдалеке видны рога Хаттина )
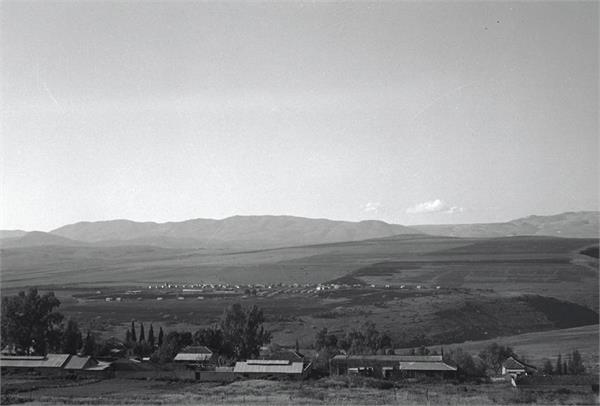
Кфар-Хитим, 1945 г.
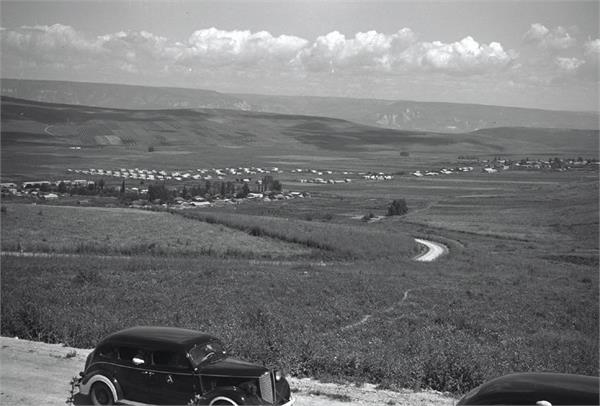
Кфар-Хитим, 1945 г.